# Газопереробний завод Абу-Рудайс
Газопереробний завод Абу-Рудайс – інфраструктурний об'єкт нафтогазової промисловості Єгипту, споруджений для роботи з продукцією родовищ Суецької затоки.
З 1970-х років на заході Синаю вела діяльність Belayim Petroleum Company (компанія-оператор, створена на виконання концесійної угоди італійської Eni), яка провадила розробку ряду нафтових родовищ (Белаїм-Наземне, Белаїм-Оффшор та інші). При цьому отримували значні обсяги попутного газу, який спалювали на факелах до запуску в 1985-му газопереробного завод в Абу-Рудайс. Станом на середину 2000-х він міг приймати для переробки 1,4 млн м3 газу та вилучати 3400 барелів конденсату і 500 тон зрідженого нафтового газу (ЗНГ, пропан-бутанова фракція) на добу.
Видача товарного газу первісно здійснювалась лише в межах Синайського півострова по трубопроводу Абу-Рудайс – Абу-Зеніма, а з 1994-го стало можливим транспортувати ресурс на протилежний берег Суецької затоки по газопроводу Абу-Рудайс – Рас-Бакр.
З кінця 1990-х рідкі вуглеводні також можуть транспортуватись на західний берег затоки по трубопроводу до резервуарного парку ГПЗ Рас-Бакр.